# Туфлі-балетки

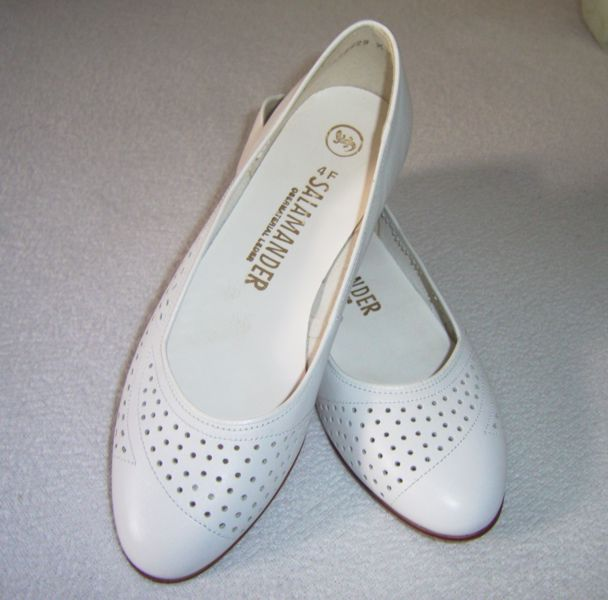
Туфлі-балетки виробництва Salamander

Туфлі-балетки

Балетки — класична модель жіночих туфель з закритим носком на плоскій підошві або з маленьким стійким каблуком. Балетки отримали свою назву за схожість з професійним взуттям в балеті.
Балетки були створені Сальваторе Капеціо наприкінці XIX століття в Нью-Йорку. В 1949 році балетки потрапили на обкладинку модного журналу «Vogue» і здобули всесвітню популярність завдяки кіноекрану, де в них з'являлися Бріжит Бардо і Одрі Хепберн.